# Mistrzostwa Europy w Piłce Nożnej 1964 (składy)
Artykuł grupuje składy wszystkich reprezentacji narodowych w piłce nożnej, które wystąpią podczas Mistrzostw Europy w Piłce Nożnej w Hiszpanii w dniach od 17-21 czerwca 1960 roku.
- Przynależność klubowa na koniec sezonu 1963/1964.
- Liczba występów i goli podana do dnia rozpoczęcia mistrzostw.
- Zawodnicy oznaczeni symbolem  to kapitanowie reprezentacji.
- Legenda:
Pozycje na boisku:
BR – bramkarz
OB – obrońca
PM – pomocnik
NA – napastnik

## Dania
Trener:  Poul Petersen (ur. 11 kwietnia 1921)
| Nr | Pozycja | Piłkarz            | Data urodzenia    | Mecze | Gole | Klub                 |
| -- | ------- | ------------------ | ----------------- | ----- | ---- | -------------------- |
|    | BR      | Leif Nielsen       | 28 maja 1942      | 0     | 0    | BK Frem              |
|    | BR      | Svend Aage Rask    | 14 lipca 1935     | 0     | 0    | Boldklubben 1909     |
|    | OB      | John Amdisen       | 8 lipca 1934      | 9     | 0    | Aarhus GF            |
|    | OB      | Bent Hansen        | 13 września 1933  | 43    | 1    | B 1903               |
|    | OB      | Jens Jørgen Hansen | 4 stycznia 1940   | 12    | 0    | Esbjerg fB           |
|    | OB      | Kaj Hansen         | 16 sierpnia 1940  | 1     | 0    | BK Frem              |
|    | OB      | Birger Larsen      | 27 marca 1942     | 2     | 0    | BK Frem              |
|    | OB      | Bent Wolmar        | 8 sierpnia 1937   | 0     | 0    | Aarhus GF            |
|    | PO      | Carl Bertelsen     | 15 listopada 1937 | 17    | 8    | Esbjerg fB           |
|    | PO      | Helge Jørgensen    | 17 września 1937  | 6     | 0    | KFUM Odense          |
|    | PO      | Erling Nielsen     | 2 stycznia 1935   | 1     | 0    | Boldklubben 1909     |
|    | PO      | Ole Sørensen       | 25 listopada 1937 | 14    | 1    | Kjøbenhavns Boldklub |
|    | NA      | Ole Madsen         | 21 grudnia 1934   | 30    | 32   | Hellerup IK          |
|    | NA      | John Danielsen     | 13 lipca 1939     | 24    | 7    | Boldklubben 1909     |
|    | NA      | Kjeld Thorst       | 13 maja 1940      | 7     | 5    | Aalborg BK           |
|    | NA      | Jørgen Rasmussen   | 19 lutego 1937    | 0     | 0    | Boldklubben 1913     |
|    | NA      | Tom Søndergaard    | 2 stycznia 1944   | 0     | 0    | B1893                |

## Hiszpania
Trener:  José Villalonga (ur. 12 grudnia 1919)
| Nr | Pozycja | Piłkarz               | Data urodzenia       | Mecze | Gole | Klub            |
| -- | ------- | --------------------- | -------------------- | ----- | ---- | --------------- |
|    | NA      | Amancio Amaro         | 16 października 1939 | 5     | 3    | Real Madryt     |
|    | OB      | Isacio Calleja        | 6 grudnia 1936       | 10    | 0    | Atlético Madryt |
|    | PO      | Luis del Sol          | 6 kwietnia 1935      | 13    | 3    | Juventus Turyn  |
|    | OB      | Luis María Echeberría | 24 marca 1940        | 4     | 0    | Athletic Bilbao |
|    | PO      | Josep María Fusté     | 15 kwietnia 1941     | 2     | 1    | FC Barcelona    |
|    | NA      | Vicente Guillot       | 15 lipca 1941        | 5     | 4    | CF Valencia     |
|    | BR      | José Ángel Iribar     | 1 marca 1943         | 2     | 0    | Athletic Bilbao |
|    | NA      | Carlos Lapetra        | 29 listopada 1938    | 3     | 0    | Real Saragossa  |
|    | NA      | Marcelino Martínez    | 29 kwietnia 1940     | 3     | 3    | Real Saragossa  |
|    | OB      | Ferran Olivella       | 22 czerwca 1936      | 12    | 0    | FC Barcelona    |
|    | BR      | Pepín                 | 16 listopada 1931    | 2     | 2    | Real Betis      |
|    | PO      | Jesús Pereda          | 15 czerwca 1938      | 9     | 1    | FC Barcelona    |
|    | OB      | Severino Reija        | 25 listopada 1938    | 5     | 0    | Real Saragossa  |
|    | OB      | Feliciano Rivilla     | 21 sierpnia 1936     | 19    | 0    | Atlético Madryt |
|    | NA      | Luis Suárez           | 2 maja 1935          | 25    | 14   | Inter Mediolan  |
|    | PO      | Ignacio Zoco          | 31 lipca 1939        | 10    | 1    | Real Madryt     |

## Węgry
Trener:  Lajos Baróti (ur. 19 sierpnia 1914)
| Nr | Pozycja | Piłkarz            | Data urodzenia      | Mecze | Gole | Klub               |
| -- | ------- | ------------------ | ------------------- | ----- | ---- | ------------------ |
|    | NA      | Flórián Albert     | 15 września 1941    | 40    | 20   | Ferencvárosi TC    |
|    | NA      | Ferenc Bene        | 17 grudnia 1944     | 6     | 5    | Ujpest Budapeszt   |
|    | NA      | János Farkas       | 27 marca 1942       | 5     | 0    | Vasas SC           |
|    | NA      | Máté Fenyvesi      | 20 września 1933    | 63    | 6    | Ferencvárosi TC    |
|    | BR      | Jozsef Gelei       | 29 czerwca 1938     | 0     | 0    | Tatabányai Bányász |
|    | OB      | Kálmán Ihász       | 6 marca 1941        | 4     | 0    | Vasas SC           |
|    | PO      | Imre Komora        | 5 czerwca 1940      | 0     | 0    | Budapeszt Honvéd   |
|    | OB      | Sándor Mátrai      | 20 listopada 1932   | 60    | 0    | Ferencvárosi TC    |
|    | OB      | Kálmán Mészöly     | 16 lipca 1941       | 26    | 0    | Vasas SC           |
|    | PO      | István Nagy        | 14 kwietnia 1939    | 12    | 0    | MTK Budapeszt      |
|    | OB      | Dezső Novák        | 17 czerwca 1939     | 5     | 0    | Ferencvárosi TC    |
|    | PO      | Gyula Rákosi       | 9 października 1938 | 19    | 3    | Ferencvárosi TC    |
|    | OB      | László Sárosi      | 27 lutego 1932      | 41    | 0    | Vasas SC           |
|    | PO      | Ferenc Sipos       | 13 grudnia 1932     | 60    | 1    | MTK Budapeszt      |
|    | PO      | Ernő Solymosi      | 21 czerwca 1940     | 31    | 7    | Ujpest Budapeszt   |
|    | BR      | Antal Szentmihályi | 13 czerwca 1939     | 16    | 0    | Vasas SC           |
|    | NA      | Lajos Tichy        | 21 marca 1935       | 70    | 51   | Budapeszt Honvéd   |
|    | NA      | Zoltán Varga       | 1 stycznia 1945     | 0     | 0    | Ferencvárosi TC    |

## ZSRR
Trener:  Konstantin Bieskow (ur. 18 listopada 1920)
| Nr | Pozycja  | Piłkarz             | Data urodzenia       | Mecze | Gole | Klub                 |
| -- | -------- | ------------------- | -------------------- | ----- | ---- | -------------------- |
|    | OB       | Wiktor Aniczkin     | 8 grudnia 1941       | 1     | 0    | Dinamo Moskwa        |
|    | OB       | Albert Szestierniow | 20 czerwca 1941      | 7     | 0    | CSKA Moskwa          |
|    | NA       | Igor Czislenko      | 4 stycznia 1939      | 15    | 4    | Dinamo Moskwa        |
|    | OB       | Eduard Dubinski     | 6 kwietnia 1935      | 12    | 0    | CSKA Moskwa          |
|    | OB       | Władimir Głotow     | 23 stycznia 1937     | 4     | 0    | Dinamo Moskwa        |
|    | NA       | Giennadij Gusarow   | 11 marca 1937        | 10    | 4    | Dinamo Moskwa        |
|    | NA       | Walentin Iwanow     | 19 listopada 1934    | 51    | 22   | Torpedo Moskwa       |
|    | NA       | Galimzian Chusainow | 27 czerwca 1937      | 10    | 0    | Spartak Moskwa       |
|    | NA       | Oleg Kopajew        | 28 listopada 1937    | 0     | 0    | SKA Rostów nad Donem |
|    | PO       | Aleksiej Korniejew  | 6 lutego 1939        | 0     | 0    | Spartak Moskwa       |
|    | NA       | Eduard Małofiejew   | 2 czerwca 1942       | 2     | 0    | Dynama Mińsk         |
|    | OB       | Eduard Mudrik       | 18 lipca 1939        | 5     | 1    | Dinamo Moskwa        |
|    | NA       | Wiktor Poniedielnik | 22 maja 1937         | 24    | 18   | SKA Rostów nad Donem |
|    | PO       | Jurij Szykunow      | 8 grudnia 1939       | 0     | 0    | SKA Rostów nad Donem |
|    | OB       | Wiktor Szustikow    | 28 stycznia 1939     | 4     | 0    | Torpedo Moskwa       |
|    | Bramkarz | Ramaz Uruszadze     | 17 sierpnia 1939     | 2     | 0    | Torpedo Kutaisi      |
|    | PO       | Walerij Woronin     | 17 lipca 1939        | 24    | 2    | Torpedo Moskwa       |
|    | Bramkarz | Lew Jaszyn          | 22 października 1929 | 52    | 0    | Dinamo Moskwa        |